# Felipe Guindo
Felipe Reyes Guindo (La Zubia, 14 de abril de 1993), también conocido como Felipe Guindo, es un escritor, profesor y político español. Actualmente se desempeña como profesor de lengua y literatura en un Instituto de Educación Secundaria de Andalucía.

## Biografía
Comenzó estudiando Estudios Árabes en la Universidad de Granada (UGR) pero la abandonó para cursar estudios de Filología Hispánica en la misma universidad. Tras graduarse, realizó el doble Máster en Educación Secundaria y Estudios Latinoamericanos, realizando su trabajo final sobre los discursos y modos de gobierno de los presidentes uruguayos Pepe Mujica y Tabaré Vázquez. Actualmente cursa estudios de doctorado también por la UGR.
Como escritor, su primera publicación fue Cazador en el bosque, obra premiada en el VIII Concurso Internacional Granajoven de poesía y prosa narrativa, celebrado en 2013. En 2015, publicó su segunda obra, Un cadáver bajo el naranjo, siendo premiada por la Universidad de Granada con el Premio "Federico García Lorca 2014". Tras estas dos obras publicadas como fruto de los premios, Guindo realizó su primera publicación en solitario con Siete cuentos, su tercera obra y compilación de cuentos, la cual se realizó en Uruguay en 2016. Posteriormente, participó en la obra colectiva Relatos en 70 mm, con un cuento titulado El cine de la calle Mississippi.
Además de su faceta como escritor, también se ha desarrollado en otros ámbitos creativos, llegando a participar en el desarrollo de un videojuego en torno a la ciudad de Granada.
Ha sido concejal del Ayuntamiento de La Zubia, integrando el equipo de gobierno municipal al cargo de varias áreas, como desarrollo local, empleo, fomento, comercio y energía, y también deportes durante los primeros meses del mandato 2015, y de las áreas de cultura, patrimonio, educación y juventud durante los primeros meses del mandato 2023. También ha sido candidato al Congreso de los Diputados por Granada. Junto a su actividad política institucional, cabe destacar su implicación en el movimiento laicista, especialmente en el ámbito universitario.

## Obra
- Cazador en el bosque (2013)[11]
- Un cadáver bajo el naranjo (2015)[12]
- Siete cuentos (2016)
- El cine de la calle Mississippi en Relatos en 70 mm (2019)[13][14]